# Smolná (Rotava)
Smolná (německy Pechbach) je osada a část města Rotava v okrese Sokolov v Karlovarském kraji. Leží 1,5 kilometru severozápadně od Rotavy. V roce 2011 zde trvale žilo 56 obyvatel.

## Název
Název Pechbach byl původně pojmenováním potoka, který poháněl škrabák na smůlu.

## Historie
První písemná zmínka o vesnici pochází z roku 1602.

## Obyvatelstvo
| Rok            | 1869 | 1880 | 1890 | 1900 | 1910 | 1921 | 1930 | 1950 | 1961 | 1970 | 1980 | 1991 | 2001 | 2011 | 2021 |
| -------------- | ---- | ---- | ---- | ---- | ---- | ---- | ---- | ---- | ---- | ---- | ---- | ---- | ---- | ---- | ---- |
| Počet obyvatel | 456  | 566  | 615  | 733  | 920  | 932  | 917  | 173  | 129  | 118  | 90   | 46   | 68   | 56   | 53   |
| Počet domů     | 47   | 59   | 65   | 79   | 99   | 108  | 124  | 134  | -    | 24   | 27   | 15   | 18   | 20   | 20   |

## Obecní správa
Při sčítání lidu v letech 1850–1879 Smolná byla osadou obce Sněžná v okrese Falknov. V letech 1880–1959 byla samostatnou obcí v okrese Kraslice. Od roku 1960 je částí města Rotava v okrese Sokolov.